# St. Thomas (Freiburg-Betzenhausen)

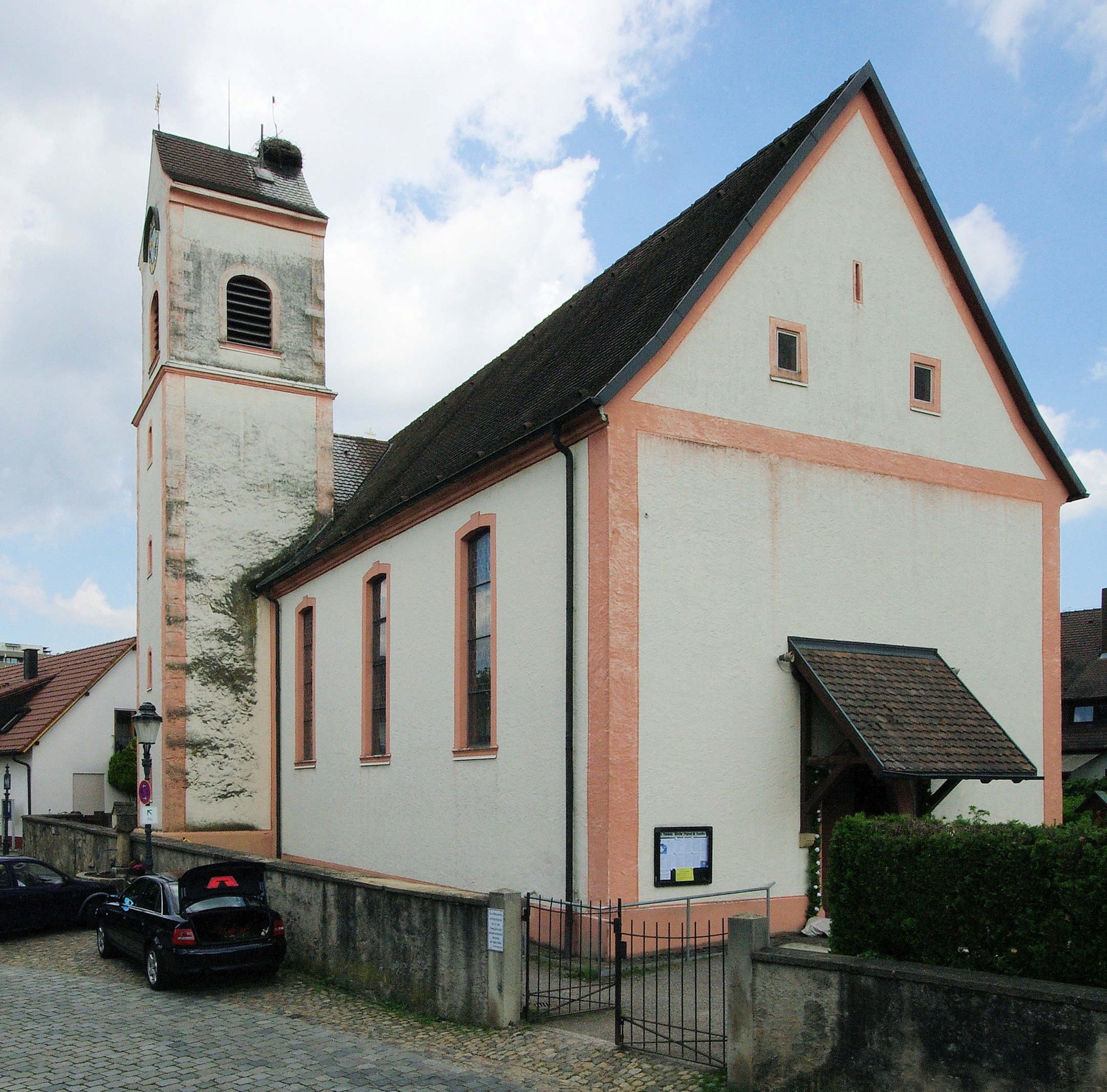
Außenaufnahme der Kirche St. Thomas in Betzenhausen

Die römisch-katholische Kirche St. Thomas liegt im Freiburger Stadtteil Betzenhausen und ist eine Filialkirche der Katholischen Pfarrgemeinde Heilige Familie (Stadtteil Mooswald). Sie wurde 1767/68 durch den Barockbaumeister Johann Baptist Häring erbaut und steht unter dem Patrozinium des Apostels Thomas.

## Geschichte
Betzenhausen war seit 1391 Filiale der Freiburger Weststadtpfarrei St. Peter; die Betzenhausener Ortskapelle wird 1447 zum ersten Mal erwähnt. Ein spätgotischer Speisekelch (16. Jahrhundert) aus Betzenhausen befindet sich im Augustinermuseum der Stadt. 1702 beklagte sich Betzenhausen beim Freiburger Magistrat, 

„daß in vorkaiserl: Zeiten wir die Gemein zu Betzenhausen einen eigentumlichen Pfarrherrn gehabt, und selbiger aus der nunmehro ruinierten Pfarrkirchen St: Petri allhier zu Freiburg und der Filialkirchen St:Thomae zu Betzenhausen Einkünften investiert und erhalten worden; wegen erlittenem Ruin der Kirchen und Abgang der Mittel aber solche Pfarrei zu Lehen interimsweis und behauf besserer Zeiten inkorporiert worden.“

Als die französische Armee unter Marschall François de Créquy am 16. November 1677 Freiburg (zusammen mit den zugehörigen Dörfern wie Betzenhausen) eroberte und 1679 der französischen Krone unterstellte, begannen die neuen Herren bald damit, die Vorstädte niederzureißen und Freiburg zu einem starken Vorposten Frankreichs auszubauen. Jenen Festungsbaumaßnahmen fiel auch die Pfarrkirche St. Peter zum Opfer. Betzenhausen bemühte sich nach der Zuordnung zur Pfarrei St. Cyriak in Lehen, die Seelsorge für die Ortschaft zu erhalten. Neben der Sorge um Einkünfte für „einen Pfarrherrn“ ließ es „auch zu diesem Ende die Filialkirche St. Thomas völlig erneuern und erbauen“. Die Anstrengungen brachten aber weder die Loslösung von Lehen noch die Zuweisung eines eigenen Pfarrers ein.
Im Zweiten Weltkrieg wurde das Kirchengebäude beschädigt und war danach zeitweise vom Abriss bedroht. Durch das Engagement der Stadtpfarrer Fuchs, Dannenmayer und Schweizer und vieler anderer wie Restaurator Michael Bauernfeind wurden 1986 die Erhaltungs- und Sanierungsmaßnahmen abgeschlossen.

## Beschreibung und Ausstattung

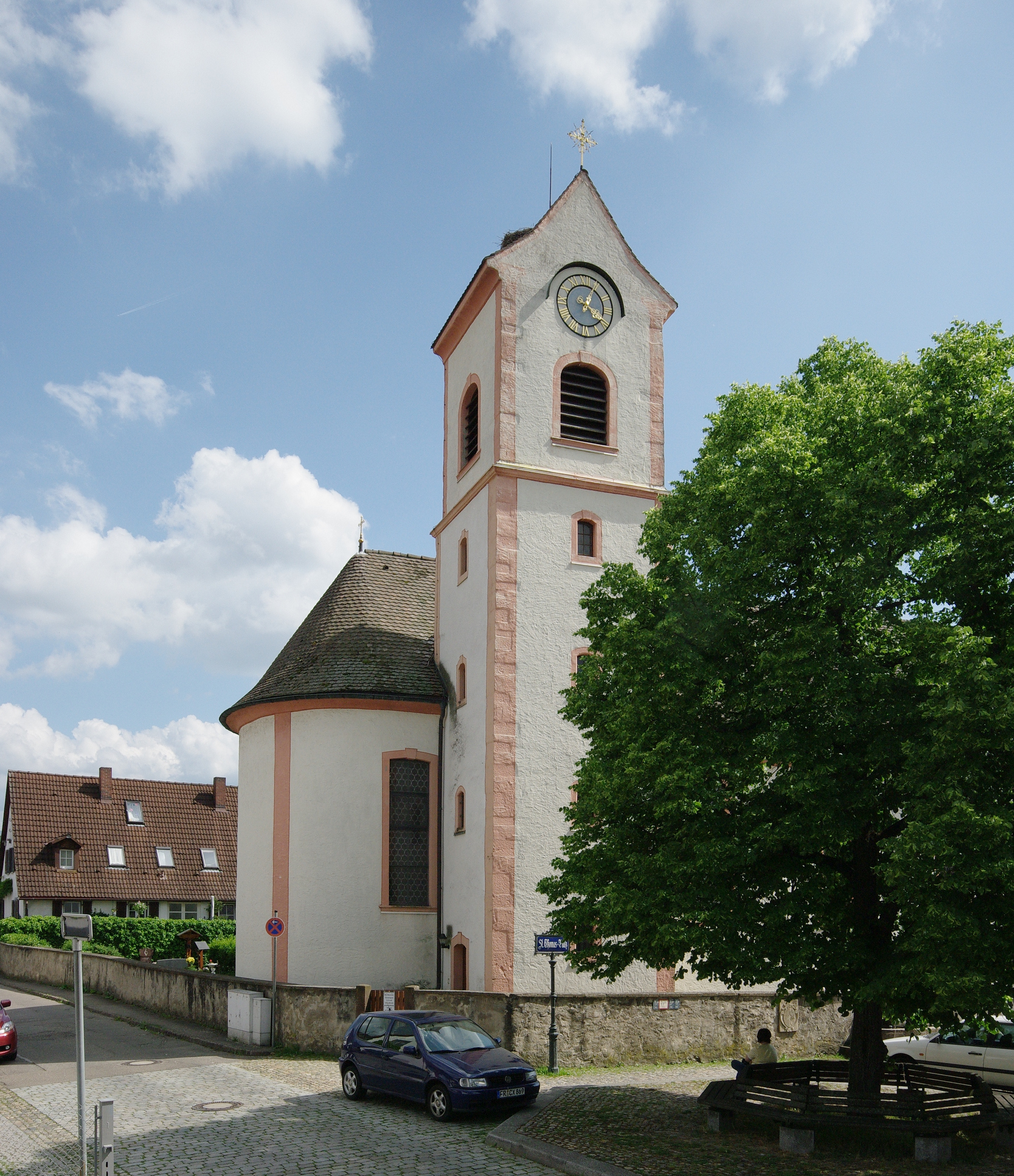
Blick auf den Kirchturm und die Apsis von Nordwesten

Die Thomaskirche und der sie umgebende Friedhof befinden sich im verkehrsberuhigten Dorfmittelpunkt von Alt-Betzenhausen. Die schlichte Dorfkirche wird durch Lisenenmalerei in warmer Gelb-Rot-Fassung in folgende Bestandteile gegliedert: das rechteckige Langhaus, der halbkreisförmig geschlossene, eingezogene Chorraum und ein kräftiger Chorseitenturm mit leicht eingeknicktem Satteldach. Über senkrechter Fenstergliederung des Turms markiert ein Stockwerksgurt das Glockengeschoss mit Schallöffnungen und Zifferblättern einer Turmuhr mit römischen Ziffern auf den Giebelseiten des Turms. Auf dem Kirchturmdach wurde wieder ein Brutkorb für das traditionelle Storchennest aufgesetzt.

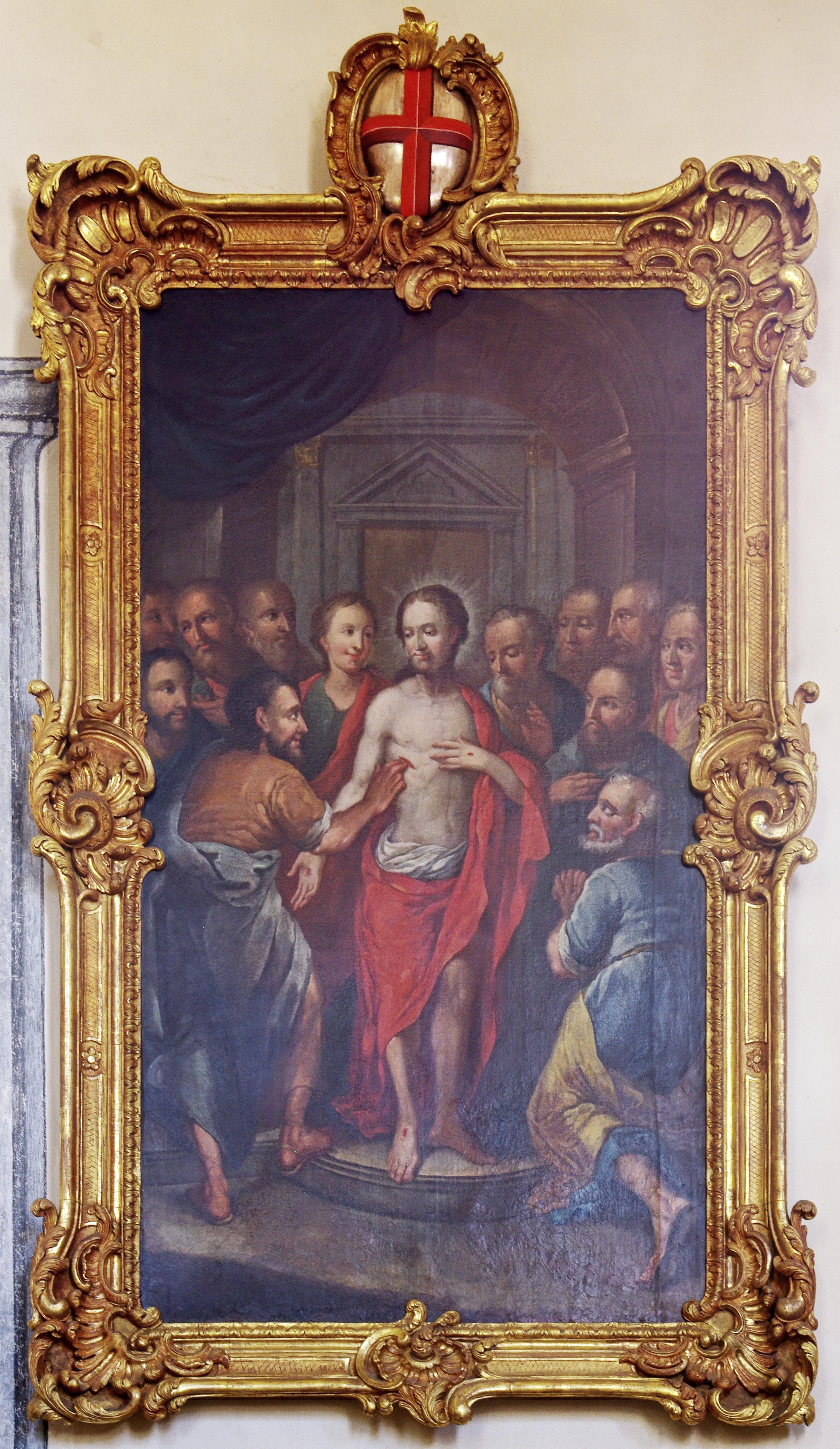
Der Hl. Thomas, das Bild auf der Westseite der Kirche

Bei den Restaurierungsarbeiten kamen zum Teil ungewöhnlich massive Bruchsteinfundamente und (unter andersartigen Farbschichten) die jetzt wiederhergestellten Töne der Außenbemalung zum Vorschein. Im aufgegrabenen Kirchenboden wurden Fundamente und Größe der älteren Kirche sichtbar. Deren geringere Länge und Höhe zeichnet sich an dem vermauerten Türdurchbruch der südlichen Seitenwand und den Spuren dunkelgrauer Halbpilastermalerei auf den Langhauswänden ab. Chor- und Turmneubau, Verlängerung und Erhöhung des Kirchenraums durch Stadtbaumeister Häring ließen 1767/68 Baugestalt und Raumbild der heutigen Thomaskirche entstehen.

### Innenausstattung

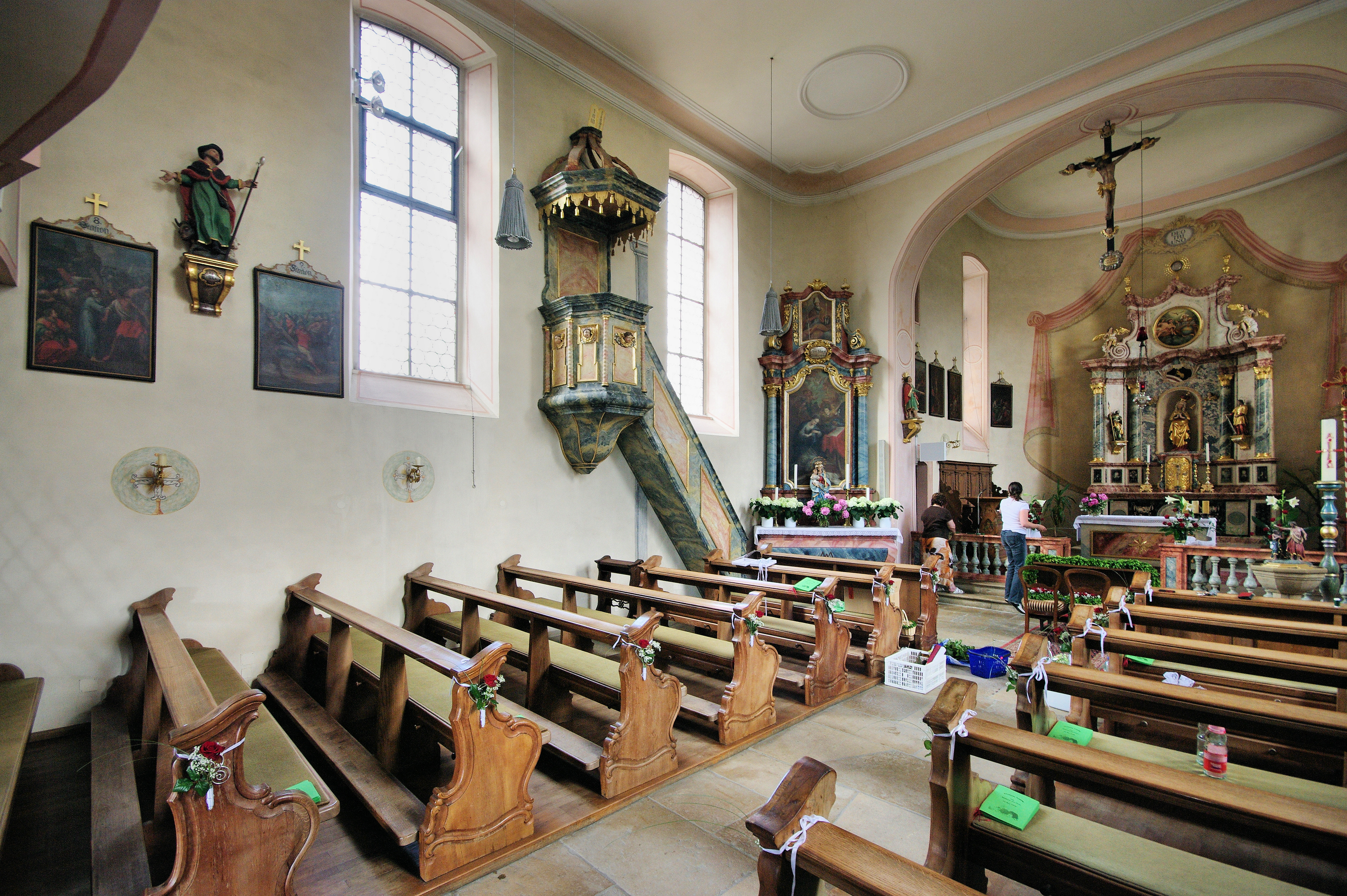
Die linke Hälfte des Innenraums

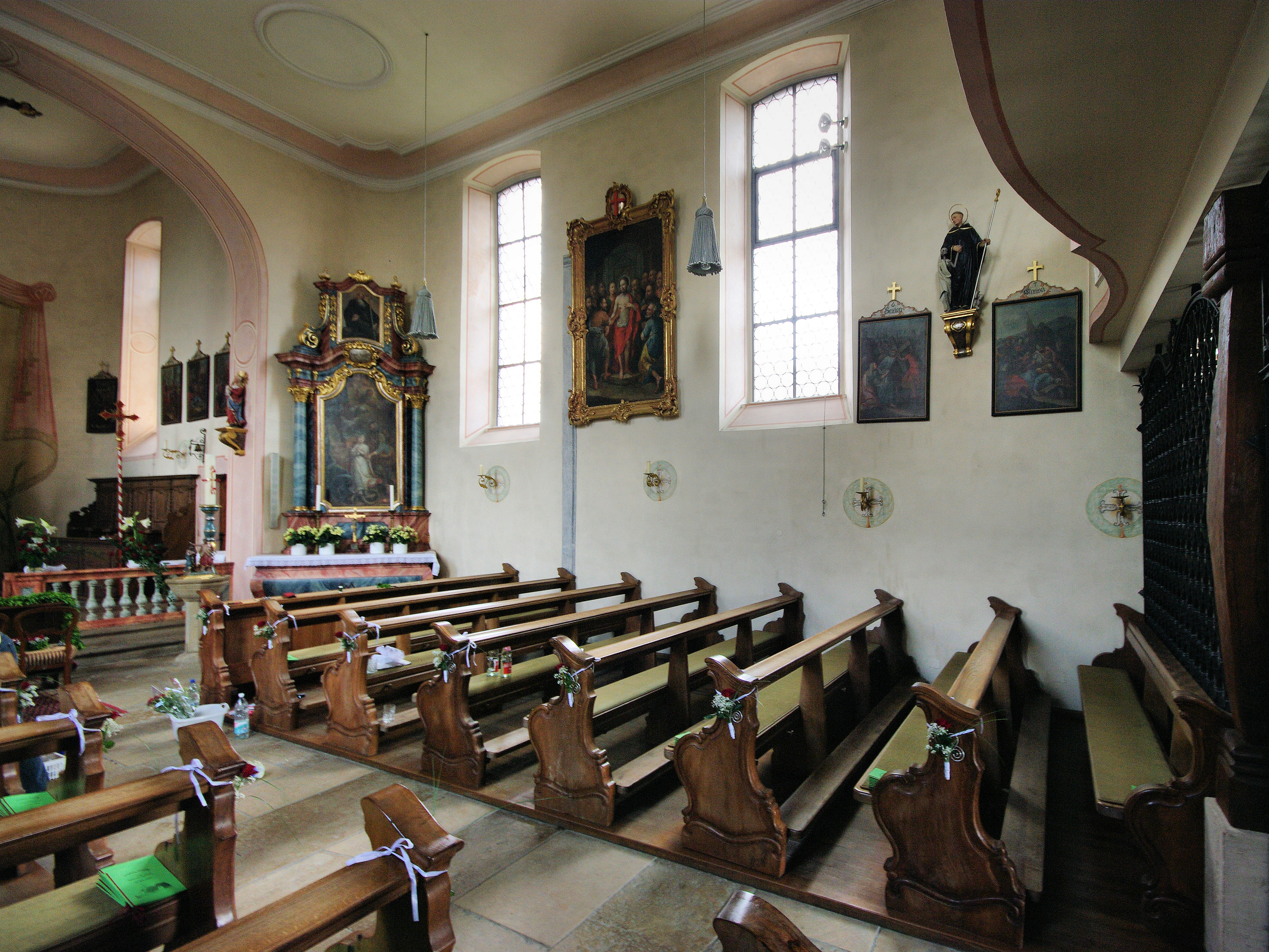
Die rechte Hälfte des Innenraums

Hinter dem einfachen, von einem Vordach abgeschirmten Hauptportal liegt der Kirchenraum. Das lichte Langhaus mit drei Fensterachsen erstreckt sich hinter einem barock nachempfundenen Schutzgitter. In der Eingangszone unter der Orgelempore befinden sich ein barocker Beichtstuhl (aus Unterbaldingen) und Gegeißelter Heiland, eine von der Pfarrgemeinde erworbene Barockstatuette des durch die Wieskirche populär gewordenen Gnadenbildes. Hinter der Emporenbrüstung mit gemalter Szene der Verehrung des Jesuskindes durch die Heiligen Drei Könige im Hauptfeld, und entsprechenden Ansichten der Thomaskirche und Freiburgs mit dem Münsterturm in den Nebenfeldern, ist die kleine Orgel Eduard Stadtmüllers aus dem Jahr 1862 platziert. Dabei handelt es sich um die zweitälteste Orgel Freiburgs mit sechs Registern auf einem Manual und einem Register im Pedal. Sie wurde 1982 durch die Freiburger Orgelbau Hartwig und Tilmann Späth renoviert.
Im Langhaus unterstützen die gemalten Apostelkreuze (tulpenartige Kreuzstellung mit goldenen Flammen, grünen Kränzen und geschmiedeten Kerzenhaltern) den Raumtakt der Kirche. Gegenüber der einfachen, wohl noch vom Kirchenbau des beginnenden 18. Jahrhunderts stammenden Kanzel (Friedrich Steinkeller) befindet sich an der Südwand das große Altarblatt des Heiligen Thomas. Umringt von seinen Aposteln steht Christus in der Bildmitte. Der ungläubige Thomas legt dem Auferstandenen die Hand in die rechte Seitenwunde. Unter den Aposteln fällt am Bildrand ein bartloser Mann auf. Rudolf Morath deutete diesen Apostelkopf als Selbstporträt des Freiburger Malers und Kupferstechers Peter Mayer, dem 1771 das Altarblatt für den Choraltar bezahlt worden war. Zusammen mit einem von Johann Baptist Sellinger geschnitzten, aus Hochdorf erworbenen Tabernakel, Kreuz, Madonnenstatue und an der Rückwand baldachinartig aufgemalten Vorhang wurde damals ein Hochaltar gestaltet. Beim Entfernen der Mahagoniholz-Farben des geschnitzten Rokokorahmens des Thomasbildes kam nicht nur die Altvergoldung des Rahmens zum Vorschein, sondern in der Scheitelkartusche zudem das eingravierte Wappen der Grafen von Schauenburg, für die der Bildrahmen offensichtlich geschaffen worden war. Weil die Stadt Freiburg als Ortsherrin Betzenhausens den „vorhandenen Rahmen“ zur Verfügung stellte, überdeckt das Stadtwappen noch heute das ursprüngliche Wappenbild.
Der 1786 vom Freiburger Klarissenkloster erworbene Kreuzweg (18. Jahrhundert), dessen vielfigurige Stationsbilder (in originalen Rahmen) jetzt wieder vom Speicher in den Kirchenraum zurückgeholt wurden, vermittelt Hinweise darauf, dass im 18. Jahrhundert versucht wurde, die Betzenhausener Dorfkirche mit Kunstgut aus aufgelösten Freiburger Klöstern günstig auszustatten. Die kleinen Barockstatuen des hl. Fridolin und des Viehpatrons St. Wendelin wurden ebenfalls vom Kirchenspeicher zurückgeholt. Das Chorbogenkreuz mit den Assistenzfiguren Maria und Johannes zählen ebenso zum alten Eigenbestand der Thomaskirche wie der auf 1704 datierte Taufstein. Die von der Pfarrgemeinde erworbene barocke Täufergruppe des Taufsteindeckels konnte erst 1978 hinzugefügt werden.
In Schrägstellung zum Chorbogen stehend, bilden die gefassten Barockseitenaltäre eine Überleitung vom Langhausraum zum geheiligten Bezirk des Hochaltars und Tabernakels. Die Seitenaltäre stammen vermutlich auch aus einem Freiburger Frauenkloster. Auf der Südseite zeigt sich im Altarblatt eine klösterliche Thematik mit der seltenen Kombination von Immaculata (Unbefleckte Empfängnis) und Mariens Tempelgang, während der andere Seitenaltar die Verkündigung Mariä darstellt.

### Hochaltar

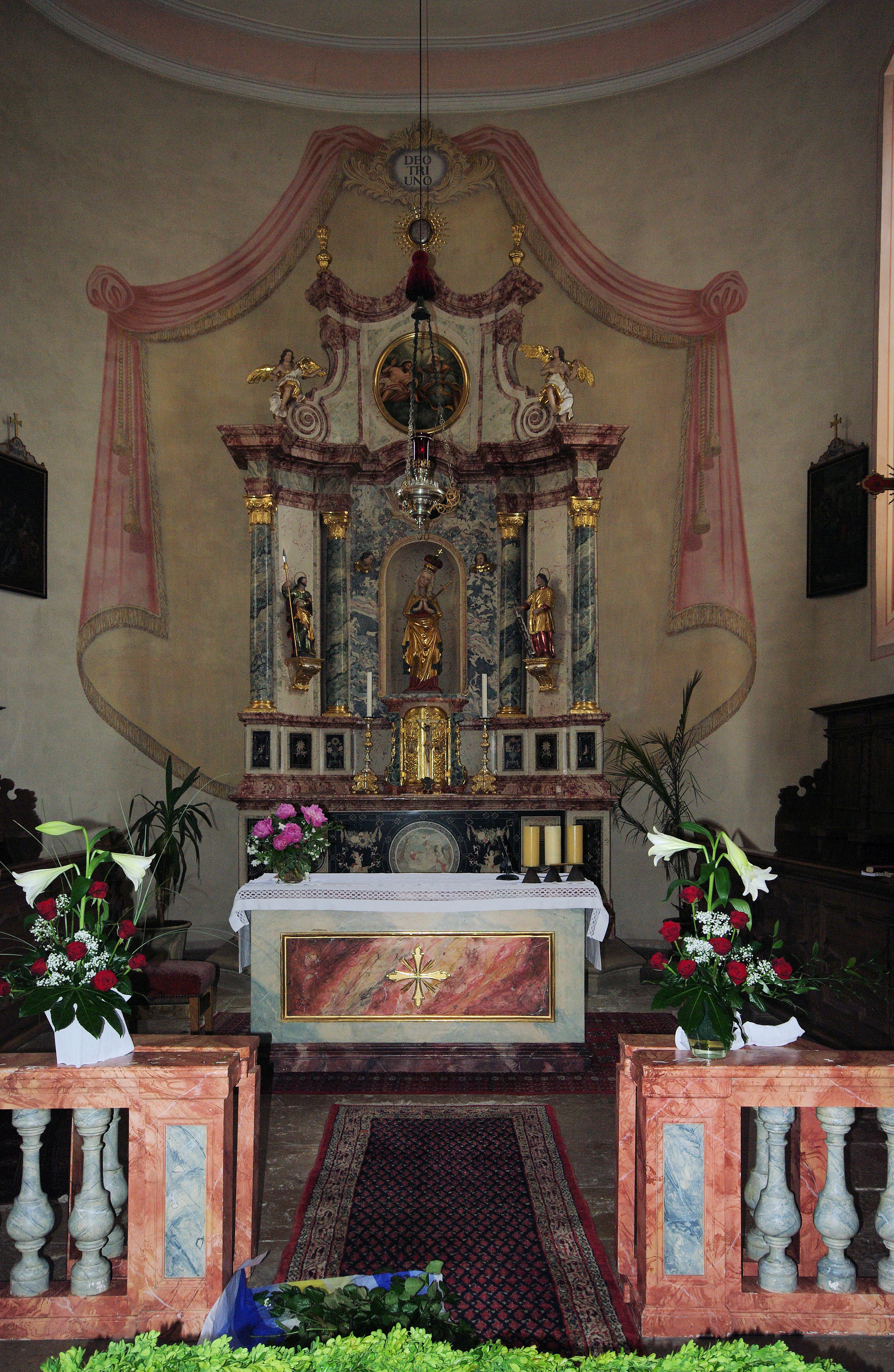
Der Scagliola-Hochaltar

Blickfang des Kircheninneren ist der 1978 eingebaute Scagliola-Hochaltar. Aus der exsekrierten, in ein Fabriklager umgewandelten ehemaligen Pfarrkirche von Illingen bei Rastatt konnte der selbst von Fachleuten unbeachtete Barockaltar erworben werden. Was Literatur und mündliche Überlieferung Illingens festhielten, bestätigte eine 1937 im Altaraufbau entdeckte Urkunde: Der wertvolle Altaraufbau, der „früher in der Hochkapelle im Kloster zu Schuttern stand“, sei im Juli 1850 durch den Iffezheimer Stuckateur und Altarbauer Erhard Oesterle in den Chor der Illinger Kirche versetzt worden. Beim Entfernen von Farbschichten kamen an diesem Scagliola-Altar nicht nur qualitätvolle Stuckmarmorierungen (an den Säulen mit Silber-, Kupfer- und Messing-Adern) zum Vorschein, sondern in der Kartusche über der zentralen Figurennische auch das Wappen des Abtes Placidus II. Hinderer. Mit diesem Beleg über den von 1708 bis 1727 regierenden Klosteroberen der Benediktinerabtei Schuttern wurden Entstehungszeit, Auftraggeber und Herkunft des Altars gesichert. Weil Abt Placidus II. 1722/23 auch den Turm seiner schutterischen Abteikirche neu errichten ließ (vergleiche Wappen am Turm) und 1772 dort eine capella Ecclesiae nostrae sub turri sita erwähnt wird, ist zu vermuten, dass der jetzt in die Thomaskirche eingebaute Choraltar aus jenem Bauzusammenhang stammt. Wegen Baureparaturen wurde 1847 in Schuttern der „aus Gipsmarmor konstruierte“ Altar der so genannten Hochkapelle beseitigt und die Bestandteile dem Stuckateur Erhard Oesterle von Iffezheim zum Abbruchpreis von fünfzig Gulden überlassen. So gelangte Illingen drei Jahre später in den Besitz des Barockaltars.
Scagliola (eine Technik, die sich während  des 18. Jahrhunderts nur vermögende Auftraggeber leisten konnten) ließ in den Stuckmarmorschichten der Altäre kunstvoll verarbeitete, buntfarbige Zierflächen, Bilder, Dekorationen entstehen, die wie Intarsien wirken. So sind am Antependium des Betzenhausener Altartisches auf dunkler Grundfläche farbig kontrastierend ein Bild der Grablegung Christi, Bandel- und Blattwerk, Blütengirlanden, Engelskinder und die Leidenswerkzeuge zu sehen. Die kleineren Flächen der Predella sind ähnlich mit Blumen und Vogeldarstellungen gearbeitet (Paradiesmotive). Das Wappen des Auftraggebers zeigt auf schwarzem Schild ein goldenes Einhorn mit silber-rot-silberner Schrägbinde im Schildfuß. Da Abt Placidus II. Hinderer aus Baden-Baden stammte, kann gefolgert werden, dass er sich aus dem Künstlerkreis, der im Lustschloß Favorite für die Markgräfin Sibylla Augusta die Scagliola-Arbeiten schuf, einen Altarbauer nach Schuttern verpflichtet hatte. Weitere Bestandteile des ehemals schutterischen Scagliola-Altar sind die alte Schmerzensmutter, barocke Statuetten der Heiligen Thomas und Laurentius, ein kopiertes Dreifaltigkeitsoberbild und ein nicht ursprüngliches Tabernakel. In der Hauptnische hat mit der von Kreszentia von Brandenstein gestifteten Mutter unter dem Kreuz (barocke Krone als Zutat) eine schöne Madonna (um 1430) einen neuen passenden Rahmen gefunden. Baldachinmalerei an der Chorwand (1862 erneuert) und das ehemalige Unterbaldinger Chorgestühl (bäuerliche Barockarbeit, rückseitig mit 1734 datiert) binden den Scagliola-Altar ein.

### Glocken
Der Turm von St. Thomas ist mit vier Bronze-Glocken bestückt, von denen drei 1961 vom Heidelberger Glockengießer Friedrich Wilhelm Schilling gegossen wurden. Die Glocke Nr. 2 stammt aus dem Jahr 1785 und wurde von Sebastian Bayer in Freiburg gegossen.
| Glocke | Durchmesser | Gewicht | Schlagton |
| ------ | ----------- | ------- | --------- |
| 1      | 912 mm      | 503 kg  | a′±0      |
| 2      | 770 mm      | 350 kg  | b′+2      |
| 3      | 755 mm      | 289 kg  | c″+2      |
| 4      | 670 mm      | 199 kg  | d″±0      |

Die Glocken von 1961 mit Schlagwerk werden zur Angabe der Uhrzeit genutzt, die Glocke Nr. 1 für den Stundenschlag, die Glocken 3 und 4 für den Viertelstundenschlag.

## Nachweise
1. ↑  orgel-verzeichnis.de: Freiburg im Breisgau / Betzenhausen – St. Thomas – Abbildung und Disposition
2. ↑  Glockeninspektion der Erzdiözese Freiburg – Kath. Filialkirche St. Thomas in Freiburg-Betzenhausen

Koordinaten: 48° 0′ 34″ N, 7° 48′ 28″ O